# Ercole Vaser
Ercole Vaser (Torino, 27 dicembre 1860 – Torino, 20 dicembre 1918) è stato un attore italiano del teatro e del cinema muto.

## Biografia
Fratello maggiore di Ernesto, fu principalmente attore teatrale, da dove iniziò nella compagnia del padre Pietro (1822-1898), uno dei maggiori esponenti del teatro dialettale piemontese di metà Ottocento. 
Sempre insieme al fratello, verso il 1906 fu scritturato dalla casa di produzione torinese Ambrosio Film, dove praticamente svolse l'intera attività cinematografica della sua carriera, prevalentemente in ruoli secondari o da «comparsa» in oltre 40 film girati fino al 1918.

## Filmografia parziale
- Il diavolo zoppo, regia di Luigi Maggi (1909)
- Luigi XI, re di Francia, regia di Luigi Maggi (1909)
- Nerone, regia di Luigi Maggi (1909)
- Signori ladri, regia di Luigi Maggi (1909)
- I mille, regia di Alberto Degli Abbati (1911)
- Salambò, regia di Arturo Ambrosio (1911)
- La figlia di Jorio (1911)
- La madre e la morte, regia di Arrigo Frusta (1912)
- Santarellina, regia di Mario Caserini (1912)
- Gli ultimi giorni di Pompei, regia di Mario Caserini ed Eleuterio Rodolfi (1913)
- Noblesse oblige, regia di Marcello Dudovich (1918)
- Lagrime del popolo, regia di Mario Roncoroni (1918)